# Амухский сельсовет
Амухский cельсовет — административно-территориальная единица и муниципальное образование со статусом сельского поселения в Агульском районе Дагестана Российской Федерации.
Административный центр — село Амух.

## Население
| 1926 | 1939 | 1959 | 1970 | 1989 | 2002 | 2010 |
| ---- | ---- | ---- | ---- | ---- | ---- | ---- |
| 673  | ↗850 | ↘332 | ↗498 | ↘260 | ↗318 | ↘160 |
| 2012 | 2013 | 2014 | 2015 | 2016 | 2017 | 2018 |
| ↘35  | →35  | ↗62  | ↗90  | ↗101 | ↘87  | ↗106 |
| 2019 | 2020 | 2021 | 2023 | 2024 | 2025 |      |
| ↘105 | ↘67  | ↗126 | ↘97  | ↘90  | ↗102 |      |

## Состав
| № | Населённый пункт | Тип населённого пункта       | Население (2021) |
| - | ---------------- | ---------------------------- | ---------------- |
| 1 | Амух             | село, административный центр | ↘116             |
| 2 | Анклух           | село                         | ↘5               |
| 3 | Цирхе            | село                         | ↘2               |
| 4 | Шари             | село                         | ↘3               |